# Loterie nationale de Côte d'Ivoire
Pour les articles homonymes, voir Loterie nationale.
La Loterie nationale de Côte d'Ivoire (LONACI), créée le 20 mars 1970, est une société d'économie mixte au capital social de 400 000 000[réf. nécessaire] FCFA détenu à 80 % par l'État de Côte d'Ivoire, à 15 % par la Caisse nationale de prévoyance sociale et à 5 % par le personnel de la Société. 
Le directeur général de la LONACI, Dramane Coulibaly, est, depuis 1999, secrétaire général de l'Association africaine des loteries d'État (AALE) et depuis août 2000, représentant permanent de l'Afrique au sein de la « World lottery Association » (WLA)[réf. souhaitée]. En 2020, il est élu président de l'Association des loteries d'Afrique pour un mandat de quatre ans.